# Lithobius anaopurnensis
Lithobius anaopurnensis är en mångfotingart som beskrevs av J.R. Eason 1993. Lithobius anaopurnensis ingår i släktet Lithobius och familjen stenkrypare.
Artens utbredningsområde är Nepal. Inga underarter finns listade i Catalogue of Life.